# مارسيلو دجيان
مارسيلو كيريميتدجيان (بالبرتغالية: Marcelo Djian‏) أو الشهير باسم مارسيلو دجيان أو مارسيلو (6 نوفمبر 1966 في ساو باولو) لاعب كرة قدم برازيلي ذو أصول أرمينية معتزل كان يجيد اللعب في مركز قلب الدفاع .
بدأ دجيان مسيرته الرياضية في نادي كورنثيانز سنة 1987 . ساهم في تتويج النادي بطلا لبطولة دوري الدرجة الأولى سنة 1990 . بعد 6 سنوات انتقل إلى نادي ليون الفرنسي . في سنة 1996 انتقل إلى نادي كروزيرو ثم انتقل إلى نادي أتلتيكو مينيرو في سنة 2001 وأخيرا قرر اعتزال لعب كرة القدم في سنة 2003 .
على المستوى الدولي شارك دجيان في مباراة دولية واحدة مع منتخب البرازيل في مايو 1989 .

## روابط خارجية
- مارسيلو دجيان على موقع قاعدة بيانات كرة القدم.إي يو (الإنجليزية)
- مارسيلو دجيان على موقع ناشيونال فوتبول تيمز (الإنجليزية)